# Umm walad

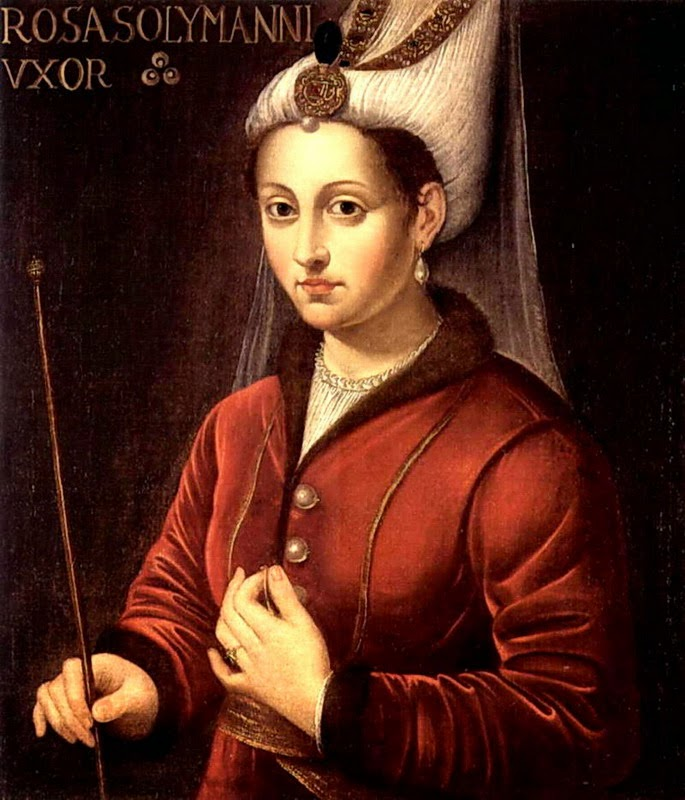
Roxelana var offer för slavhandeln på Svarta havet och blev konkubin till sultan Suleiman den magnifike, och slutligen umm al-walad när sultanen erkände faderskapet till det barn hon födde.

Umm walad är i islamsk rätt namnet på en kvinnlig slav som har fått ett barn tillsammans med en manlig ägare, som erkände barnet som sitt. En sådan födsel placerade henne automatisk i en särskild juridisk ställning: efter detta kunde hon inte längre säljas, och blev automatisk fri vid sin ägares död.
Barnets far hade rätt att välja om han ville erkänna det barn han fick med en slavinna, eller avstå från att göra det, och om han inte erkände barnet, föddes det som slav och modern fortsatte vara slav. Muhammed själv hade en slavkonkubin, Maria al-Qibtiyya; när Maria födde en son med Muhammed, erkände han barnet som sitt, och Maria blev därefter fri. 
Denna sedvänja var vanlig inom muslimska kungafamiljer i historisk tid, då muslimska monarker ofta valde att skaffa tronarvingar med sina haremskonkubiner snarare än inom äktenskap. En fri hustru hade en familj som kunde skaffa sig inflytande genom att bli släkt till monarken, medan en slavinna inte hade någon familj utan var helt beroende av den man som ägde dem. Många muslimska dynastier satte i system att använda slavkonkubiner för att skaffa arvingar snarare än fria hustrur. Dessa monarker erkände då som rutin sina konkubiners barn, varav barnens mödrar automatiskt blev fria som Umm walad så fort monarken avled. Historiskt har därför många muslimska sultaner och andra härskare varit söner till slavinnor, som blev fria samtidigt som deras son besteg tronen vid sin fars död. 
Systemet med konkubiner existerade i muslimska länder så länge slaveriet existerade, något som i vissa fall var under 1900-talet. Slaveri i Saudiarabien avskaffades 1962. Ett sent exempel är Baraka Al Yamaniyah (död 22 augusti 2018), en konkubin av afrikanskt ursprung som ägdes av kung Ibn Saud Abdulaziz av Saudiarabien (regent 1932-1953) och mor till prins Moqren bin Abdul Aziz, som föddes 1945 och var kronprins 2015. 